# Charles L. Sawyers

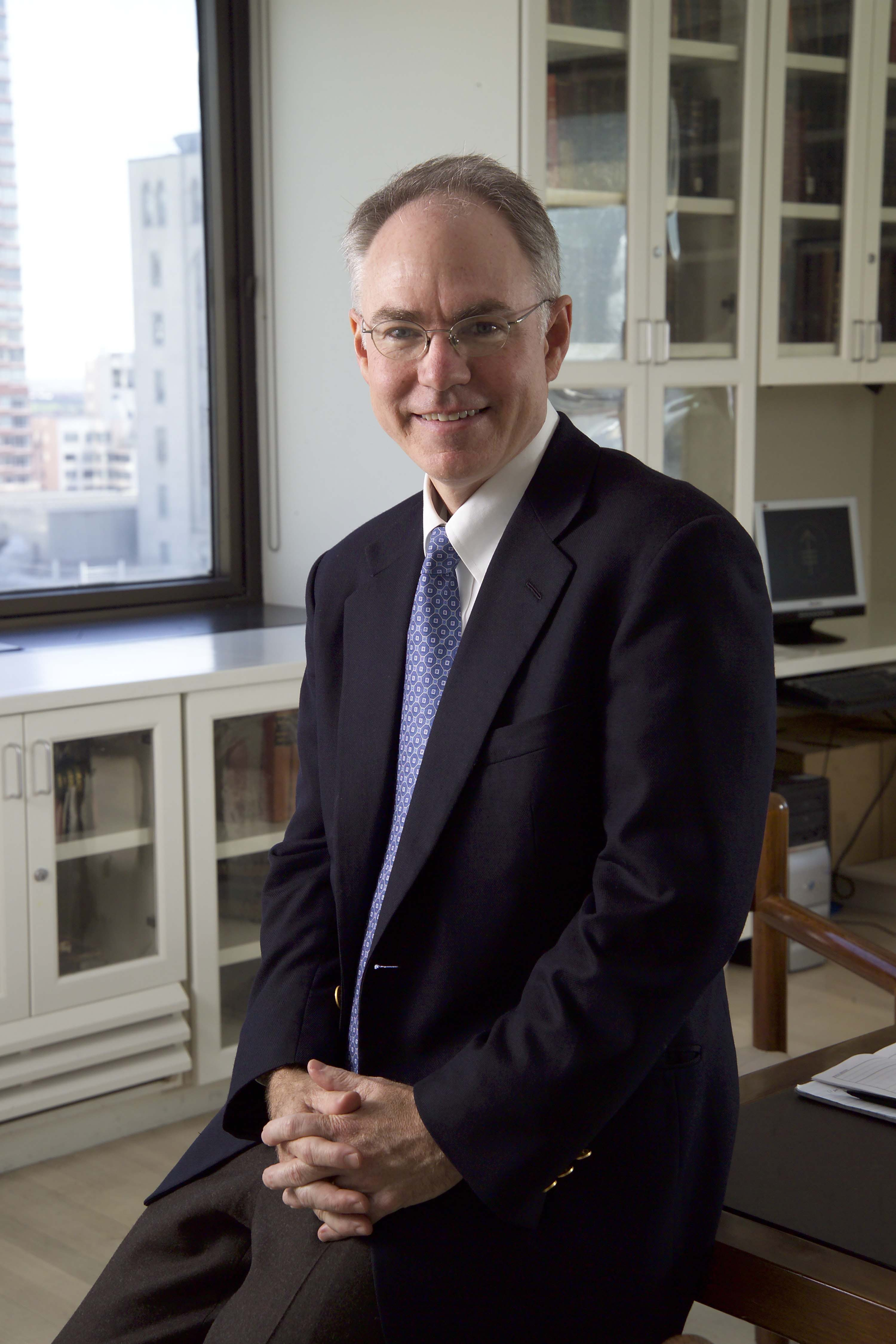
Charles L. Sawyers, 2006

Charles Lazelle Sawyers (* 26. Januar 1959 in Nashville) ist ein US-amerikanischer Onkologe am Memorial Sloan-Kettering Cancer Center in New York City.

## Leben
Sawyers erwarb an der Princeton University einen Bachelor in Wissenschaftsgeschichte und 1985 an der Johns Hopkins School of Medicine einen M.D. (Berufsdoktorat). Als Postdoktorand arbeitete er bei Owen Witte an der University of California, Los Angeles (UCLA).
Nach zwei Jahrzehnten an der UCLA wechselte Sawyers 2006 an das Memorial Sloan-Kettering Cancer Center in New York City. Dort ist er heute (Stand 2012) Professor für Onkologie und Pathogenese. Außerdem forscht er für das Howard Hughes Medical Institute (HHMI).

## Wirken
Sawyers gehört zu den Forschern, die Tyrosinkinase-Inhibitoren (darunter Imatinib, Handelsname Glivec, und Dasatinib, Handelsname Sprycel) zur Marktreife gebracht haben. Tyrosinkinase-Inhibitoren stellen ein neues und erfolgreiches Wirkprinzip in der Behandlung verschiedener Tumoren dar, insbesondere der Leukämien.
Neuere Arbeiten Sawyers’ befassen sich mit der Behandlung von Patienten mit Prostatakrebs, die auf die Hormonbehandlung nicht mehr ansprechen.
Thomson Reuters zählte Sawyers seit 2011 zu den Favoriten auf einen Nobelpreis für Physiologie oder Medizin (Thomson Reuters Citation Laureates, später Clarivate Citation Laureates). Zudem wurde er 2014 in die American Academy of Arts and Sciences gewählt.

## Auszeichnungen (Auswahl)
- 1998 Mitgliedschaft in der American Association for Cancer Research (AACR)
- 2009 Lasker~DeBakey Clinical Medical Research Award[3]
- 2009 Dorothy P. Landon Prize für translationale Krebsforschung der American Association for Cancer Research (AACR)[4]
- 2010 Mitglied der National Academy of Sciences
- 2011 Stanley J. Korsmeyer Award[5]
- 2013–2014 Präsident der American Association for Cancer Research[6]
- 2013 gehörte er zu den ersten Gewinnern des Breakthrough Prize in Life Sciences.
- 2014 BBVA Foundation Frontiers of Knowledge Award
- 2017 Scheele-Preis